# Avenue Jean-Jaurès (Suresnes)
Pour les articles homonymes, voir Avenue Jean-Jaurès.
L'avenue Jean-Jaurès est une voie publique de la commune de Suresnes, dans le département français des Hauts-de-Seine. Elle suit le tracé de la route départementale 39.

## Situation et accès
Cette avenue est située sur le plateau de Buzenval.
Commençant à la limite de Rueil-Malmaison, avec laquelle elle partage la partie méridionale de l'avenue du 18-Juin-1940 (anciennement route de Saint-Cloud), elle rencontre notamment l'allée des Gros-Buissons, puis l'avenue Édouard-Vaillant au niveau de la place Jean-Jaurès. Elle se termine au carrefour de la Croix-du-Roy.
Elle fait partie de la cité-jardin de Suresnes.
C'est une voie de communication d'occupation mixte, lotie d'habitats résidentiels et de commerces.

## Origine du nom

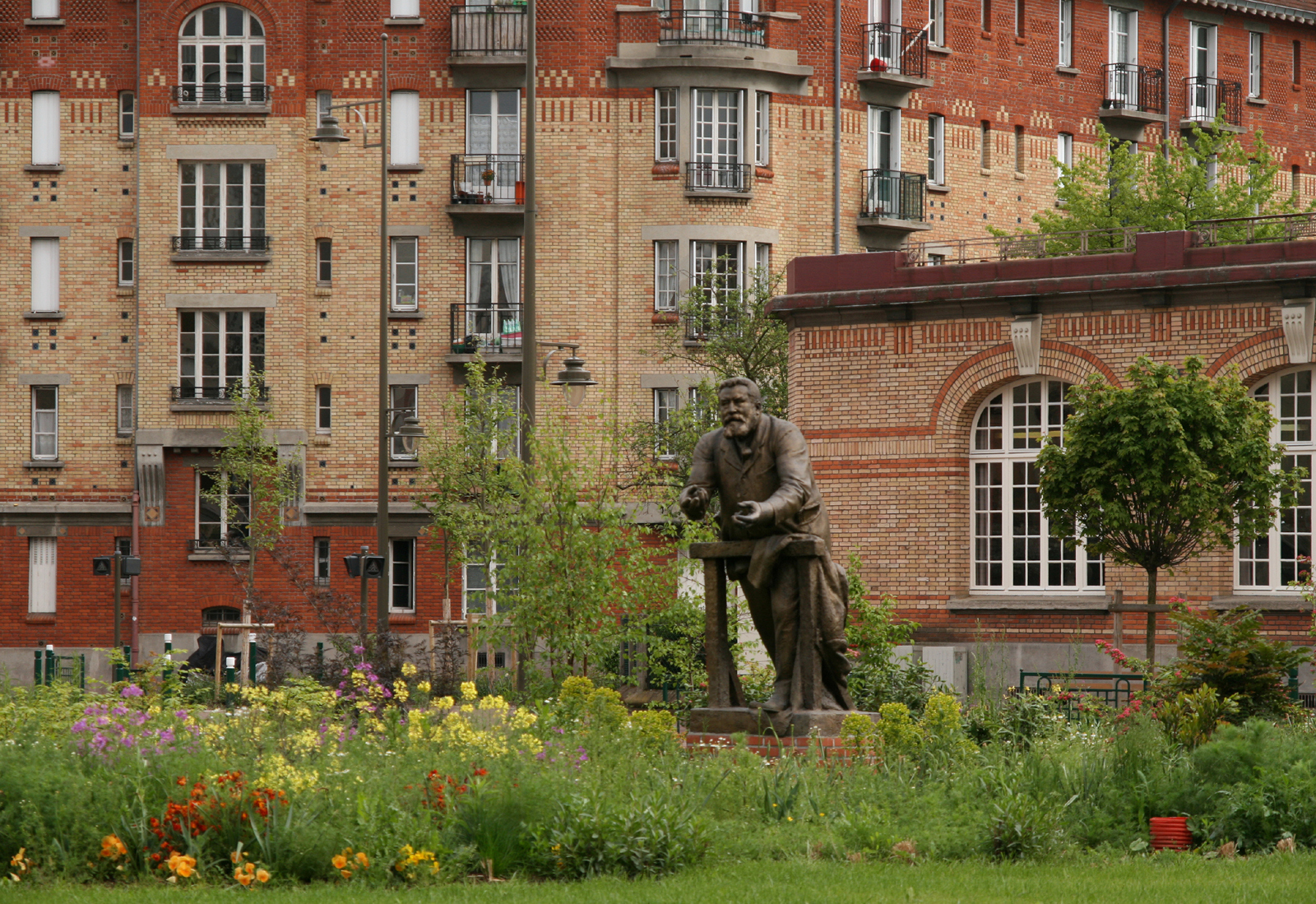
La statue de Jean Jaurès sur la place éponyme, en 2012.

Cette avenue porte le nom de l'homme politique, orateur et journaliste français, Auguste Marie Joseph Jean Léon Jaurès, dit Jean Jaurès, né à Castres le 3 septembre 1859 et décédé à Paris le 31 juillet 1914. Figure marquante du socialisme, il fut le héraut du pacifisme, avant d'être assassiné à la veille de la Première Guerre mondiale.
La plupart des noms de rue de la cité-jardin répondent au souhait exprimé par le maire socialiste Henri Sellier au conseil municipal du 22 mars 1932 : « La municipalité a voulu rendre hommage aux penseurs et aux hommes d’État de toutes les religions et de toutes nationalités qui, au cours des siècles jusqu’à notre époque tragique, ont tendu à l’humanité le flambeau qui doit la guider vers la paix définitive et la fraternité des peuples ». Outre Jean Jaurès, on peut aussi citer Sully, Aristide Briand ou encore Woodrow Wilson, dont les noms ont été repris pour des voies du nouveau quartier.
Jean Jaurès est par ailleurs particulièrement lié à l'histoire de Suresnes puisque la commune abritait l'imprimerie des Cahiers de la quinzaine de Charles Péguy. Ce dernier avait l'habitude de venir à pied depuis Paris à Suresnes, traversant le bois de Boulogne, accompagné de son ami Jean Jaurès.

## Historique
Cette avenue est percée dans les années 1920, lors de la création de la cité-jardin de Suresnes. Elle se trouve à l'emplacement d'une voie ancienne, mentionnée en 1782 sous le nom de chemin de Rueil (ou de Ruel).

## Bâtiments remarquables et lieux de mémoire

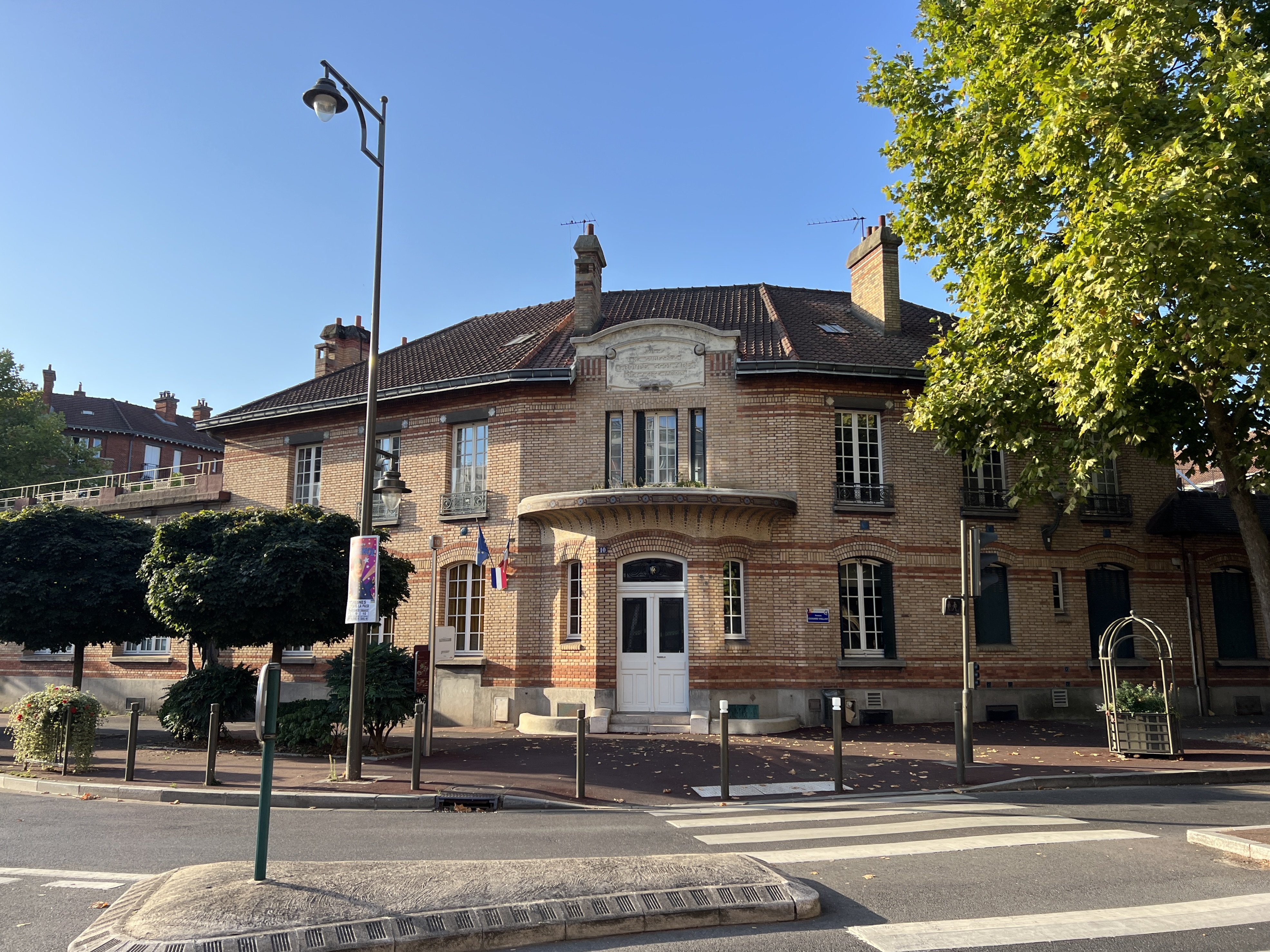
Groupe scolaire Vaillant-Jaurès.

- Au croisement avec l'avenue Édouard-Vaillant : groupe scolaire public. Le 28 décembre 1921, la municipalité acquiert de l'office des HBM un terrain de 9 250 m2 pour édifier une école, devenue le groupe scolaire Édouard-Vaillant puis Vaillant-Jaurès (écoles élémentaires de garçons et de filles et une école maternelle), l'État et le département finançant en grande partie les travaux, d’un coût d'environ 3 millions de francs. Y sont adjoints des cuisines, des bains-douches et un cabinet médical, dans un souci hygiéniste[7]. L’école est achevée en 1923[8].
Dès la fin de la décennie, elle se révèle cependant trop petite pour accueillir la population scolaire grandissante de la cité-jardin. On bâtit donc l’école Aristide-Briand sur un terrain de 11 367 m2, approuvée par décret du 5 juin 1930 et réalisée par les architectes Maistrasse et Quoniam. L'État finance à hauteur de 81 %. Finalement, l’école Aristide-Briand est entièrement dévolue aux garçons et Vaillant-Jaurès aux filles[9]. De nos jours, il s'agit d'écoles mixtes.
- Sur la place Jean-Jaurès est installée en avril 1929 une statue de l'homme politique socialiste Jean Jaurès, œuvre du sculpteur Paul Ducuing[10],[11] et du fondeur Gustave Leblanc-Barbedienne[9],[12]. D'abord placée au centre du rond-point, elle a été réinstallée le long du groupe scolaire[13].
- À l'angle de l'avenue avec la rue du Docteur-Bombiger se trouvait autrefois une poterie. En 1929, une rue voisine prend le nom de rue de la Poterie[14].

Statue de Jean Jaurès
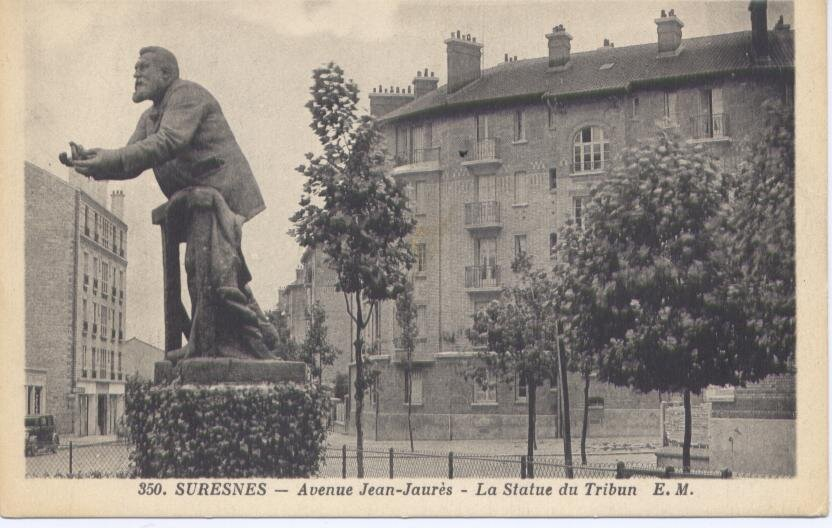
Dans les années 1930.
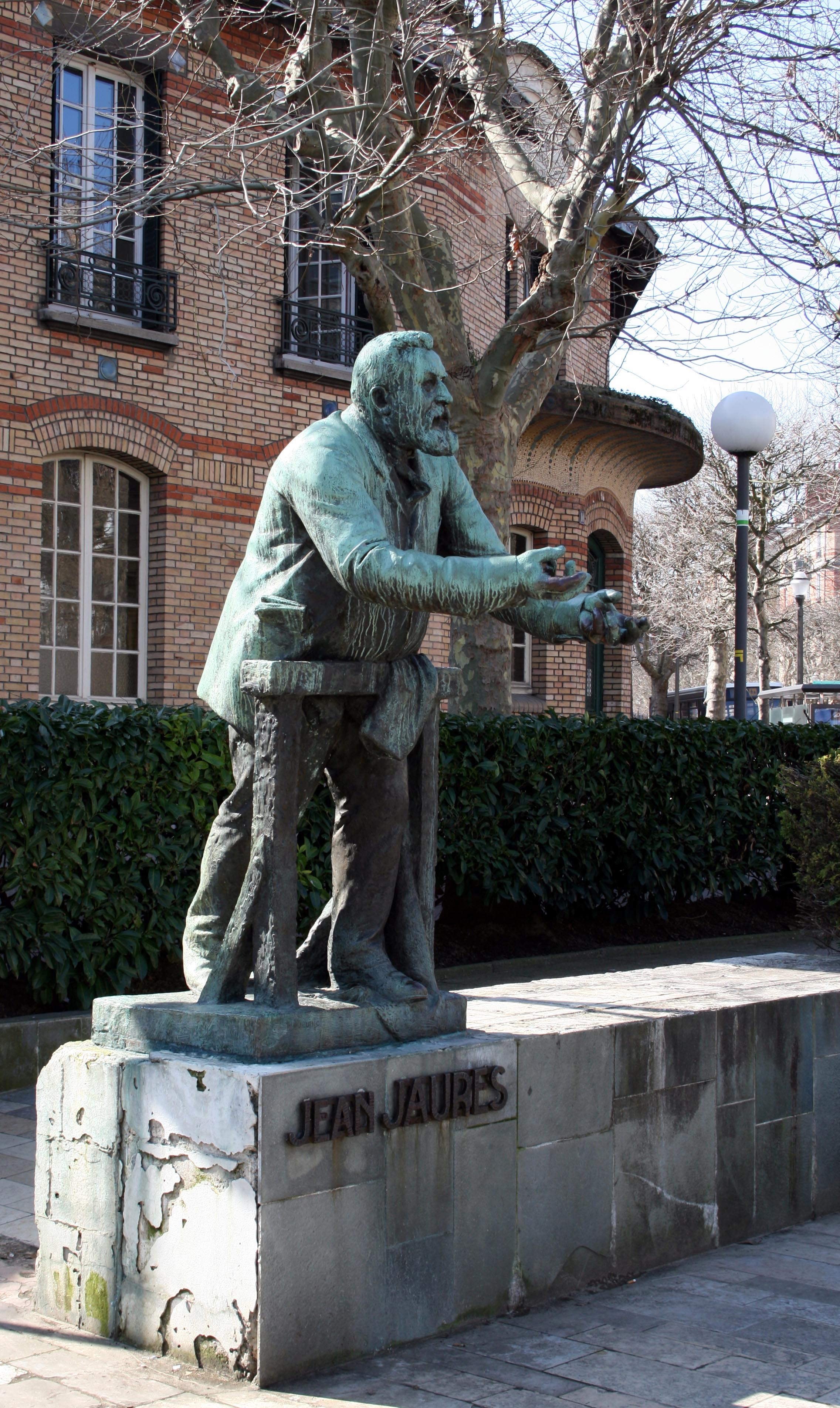
En 2007.
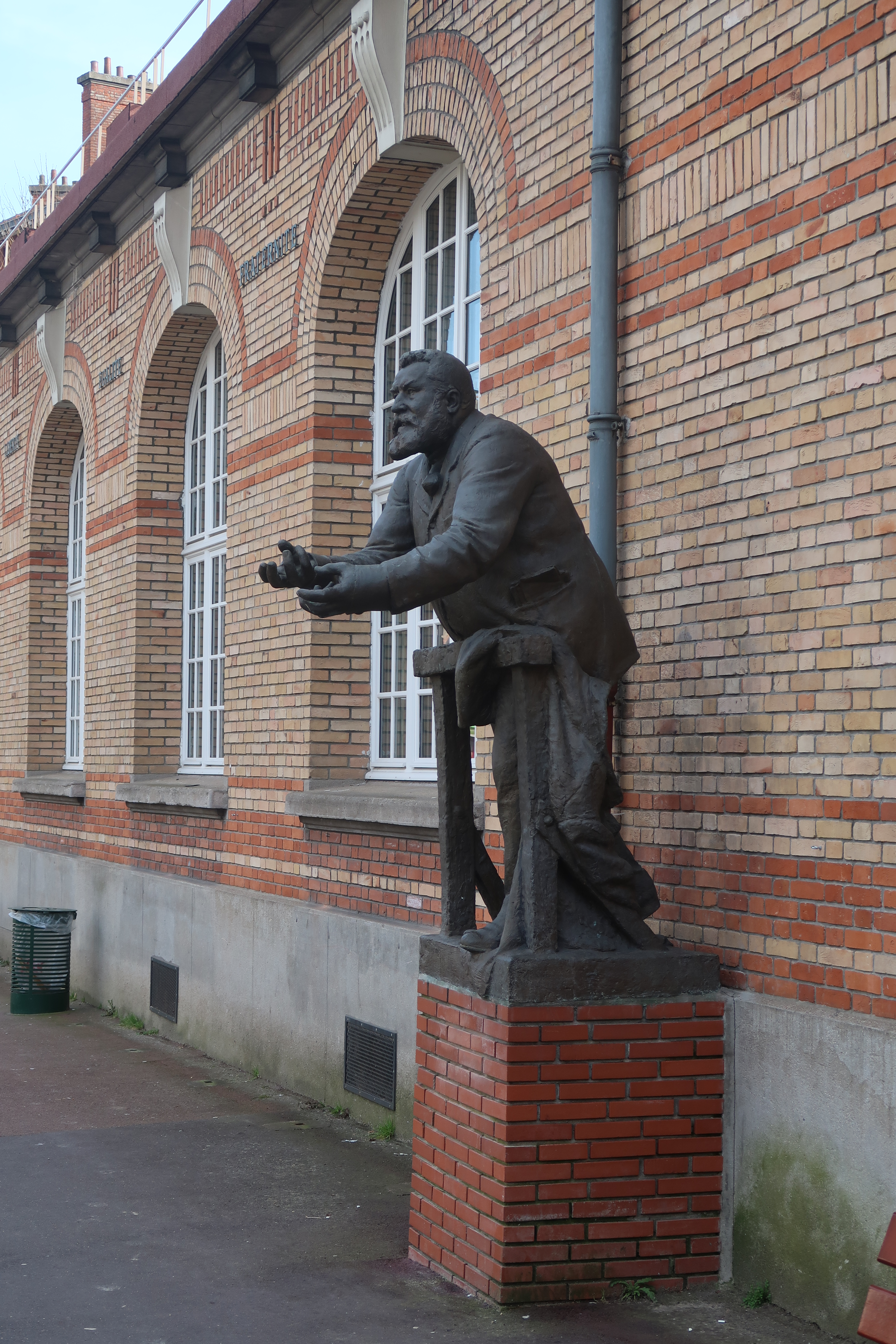
En 2018.